# 濟爾卡 (亞基米夫卡區)
46°32′41″N 34°54′28″E / 46.54472°N 34.90778°E
濟爾卡（烏克蘭語：Зірка）是位於烏克蘭東南部的村莊，由扎波羅熱州梅利托波爾區的亞基米夫卡市鎮負責管轄。該村面積0.5平方公里，海拔高度27米，2001年人口253，人口密度每平方公里506人。